# Беркнер, Ллойд
Ллойд Виль Беркнер (англ. Lloyd Viel Berkner; 1 февраля 1905 — 4 июня 1967) — американский физик и инженер. Один из изобретателей измерительного устройства, которое измеряет высоту и электронную плотность ионосферы. Данные, полученные при помощи этих приборов, помогли развитию теории распространения коротковолновых радиопередач, в которую сам Беркнер внёс важный вклад.
Член Национальной академии наук США (1948).

## Биография
Ллойд Беркнер родился в городе Милуоки.
Он занимался изучением земной атмосферы. Так для этой деятельности нужны данные со всего мира, то он в 1950 году предложил устроить Международный геофизический год.
В 1956 году Беркнер был избран членом Американской академии искусств и наук. МГГ был проведён Международным советом научных союзов.
В 1963 году Беркнер совместно с Л. К. Маршаллом выдвинул теорию, описывающую как развивались атмосферы внутренних планет Солнечной системы.
Начиная с 1926 года, Беркнер, служа в ВМС США, оказывал помощь в разработке радиолокационных и навигационных систем, военно-морской авиационной электроники, а также принимал участие в исследованиях, которые привели к созданию системы предупреждения о ракетном ударе.
В честь него назван лунный кратер Беркнер. Также в честь него назван остров Беркнер в Антарктике. Беркнер в 1928 году работал радистом в экспедиции Берда.